# Widya Saputra

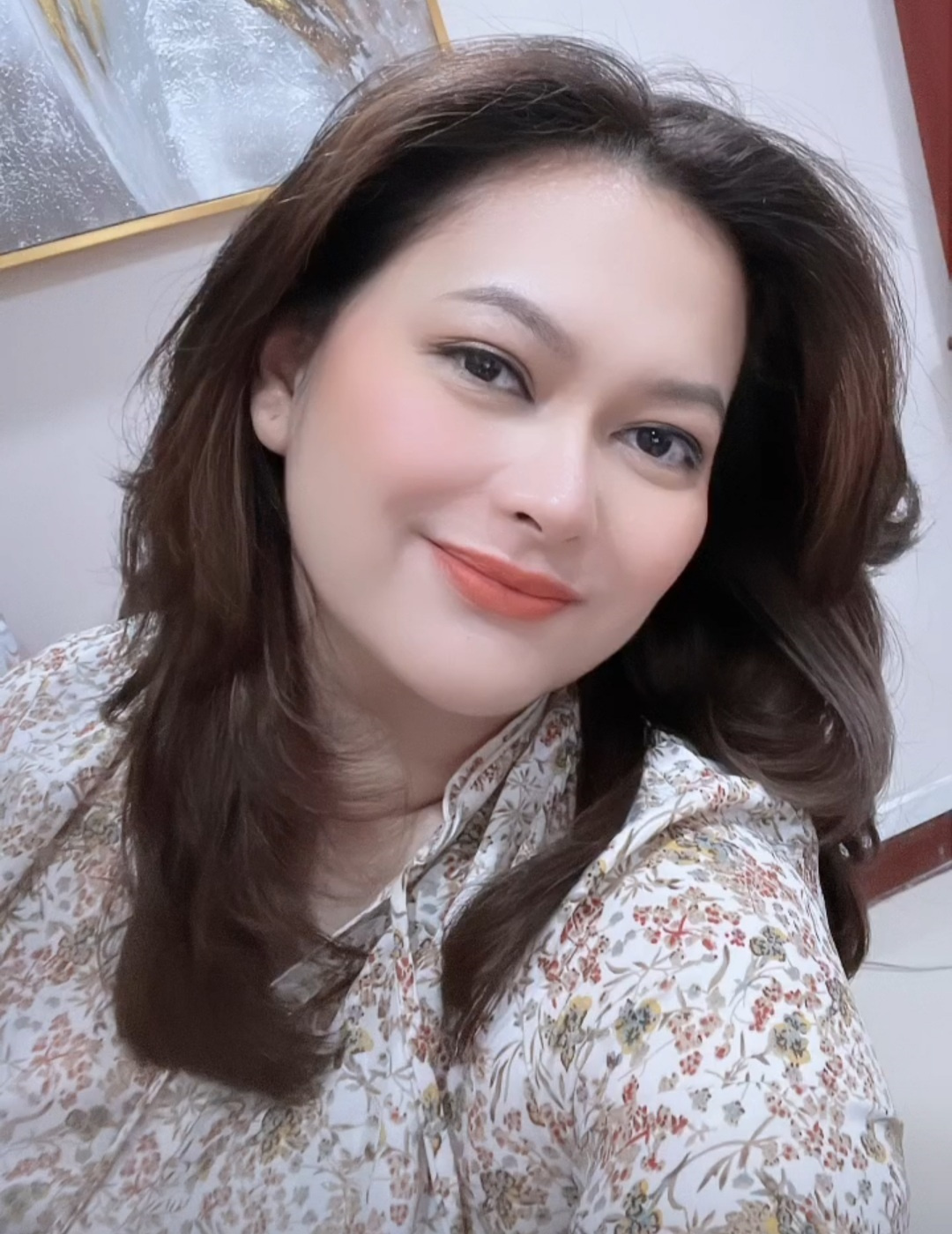
Widya Saputra

Widya Saputra (geboren als Widyaningrum Surya Nugraha; * 26. Februar 1985 in Cimahi, Indonesien) ist eine indonesische TV-Moderatorin. 

## Leben
Seit 2006 ist sie bekannt als Veranstalterin der MotoGP-Weltmeisterschaft beim indonesischen Sender Trans 7. Seit April 2010 ist sie Moderatorin bei Metro TV für das Sport-News-Programm Metro Sport.

## Filmografie
- 2003: Puteri Keempat (Seifenoper)
- 2006: Pocong 1 (film)

### TV-Programme
- 1998: Kring-Kring Olala (TPI – until 2001)
- 2001: Musiq (TVRI)
- 2002: Bidik (ANTV)
- 2003: Calcio Action Serie-A (SCTV), MTV Special Ramadhan (Global TV)
- 2004–2005: Drag Mania, Premier League, WTA Tournament Bali, Otomotive Night Race, Tennis Challenge Hemaviton, WSBK (TV7)
- 2005: Motor Impian (TPI), Auto Glitz (Jak TV)
- 2006: Clasakustik (Indosiar)
- 200601502008: MotoGP (Trans7 – except two last race 2008 season)
- 2007–2009: Liga Italia Serie-A (Trans 7)
- 2008: Asian Beach Games 2008 (ESPN), Speedy Tour d’Indonesia (Trans 7)
- 2008–2009: Liga Dunia (Trans 7)
- 2010: Metro Sport (Metro TV)